# 12-es busz (Szeged)
A szegedi 12-es jelzésű autóbusz Tarján, Víztorony tér és a Belvárosi temető között közlekedik kizárólag mindenszentek környékén, kétirányú temetői körjáratként. A járatot a Volánbusz üzemelteti.

## Útvonala
| Tarján, Víztorony tér ► Mars tér ► Makkosház ► Tarján, Víztorony tér | Tarján, Víztorony tér ► Makkosház ► Mars tér ► Tarján, Víztorony tér |
| --- | --- |
| Tarján, Víztorony tér vá. – Budapesti körút – Csillag tér – Szilléri sugárút – Római körút – Brüsszeli körút – Berlini körút – Párizsi körút – Mars tér – Attila utca – Bartók tér – Tisza Lajos körút – Dugonics tér – Kálvária sugárút – Bajai út – Krematórium, forduló – Bajai út – Fonógyári út – Izabella híd – Rókusi körút – Csongrádi sugárút – Lomnici utca – Makkosház – Hont Ferenc utca – Ortutay utca – Makkosházi körút – Budapesti körút – Tarján, Víztorony tér vá. | Tarján, Víztorony tér vá. – Budapesti körút – Makkosházi körút – Ortutay utca – Hont Ferenc utca – Makkosház – Csongrádi sugárút – Rókusi körút – Izabella híd – Fonógyári út – Bajai út – Krematórium, forduló – Bajai út – Kálvária sugárút – Dugonics tér – Tisza Lajos körút – Mikszáth Kálmán utca – Mars tér – Párizsi körút – Berlini körút – Brüsszeli körút – Római körút – Szilléri sugárút – Csillag tér – Budapesti körút – Tarján, Víztorony tér vá. |

## Megállóhelyei
A táblázat a 2021. október 30. és november 1. között érvényes megállókat és átszállásokat tartalmazza.
| 0  | Tarján, Víztorony tér végállomás         | 42 | 10, 19 77, 77A, 84, 90, 90F, 90H |
| 1  | Csillag tér (Budapesti körút)            | 41 | 9, 10, 19 20, 21, 24, 77, 77A, 84, 90, 90F, 90H                                                                                         |
| 3  | Fecske utca                              | 40 | 10 77, 77A, 84, 90 |
| 4  | Római körút (Szilléri sugárút)           | 39 | 10 73, 73Y, 74, 74Y, 77, 77A, 84, 90 |
| 6  | Sándor utca (↓) Gál utca (↑)             | 37 | 3, 3F, 4 10 20, 21, 24, 73, 73Y, 74, 74Y, 77, 77A, 77Y                                                                                  |
| 7  | Berlini körút                            | 35 | 8, 5, 9, 10, 19 21, 73, 73Y, 74, 74Y, 77, 77A, 77Y                                                                                      |
| 8  | Hétvezér utca                            | 33 | 5, 9, 19 21, 73, 73Y, 74, 74Y, 77, 77A, 77Y                                                                                             |
| 10 | Mars tér (autóbusz-állomás)              | 31 | 5, 7, 7A, 9, 19 7F, 21, 60, 60Y, 64, 67, 67Y, 70, 71, 71A, 72, 72A, 73, 73Y, 74, 74A, 74Y, 75, 76, 76Y, 77, 77A, 77Y, 78, 78A, 79H 1100 |
| 12 | Kálvária sugárút                         | 29 | 3, 3F 21, 36, 76, 77, 77A |
| ∫  | Földhivatal                              | 28 | 3, 3F 36, 76, 77A |
| 13 | Kálvária tér                             | 27 | 3, 3F 76, 77A, 90 |
| 14 | II. Kórház                               | 26 | 3, 3F 76, 77A, 90 |
| 16 | Vadaspark                                | 25 | 3, 3F |
| 17 | Bajai út                                 | 24 | 36 |
| 19 | Krematórium                              | 22 | 64 |
| 21 | Belvárosi temető                         | 20 | 3F 36, 64 |
| 22 | Ikarusz köz                              | 19 | 3F 36, 64 |
| 23 | Fonógyári úti Iparváros                  | 18 | 3F 36, 64 |
| 24 | Fonógyári út                             | 17 | 3F 7F, 64, 67, 67Y, 71, 72, 75, 79H, 90H                                                                                                |
| 26 | Szeged (Rókus), vasútállomás bejárati út | 15 | 1 7F, 64, 67, 67Y, 71, 72, 75, 78, 78A, 79H, 90H Helyközi és távolsági autóbuszok Szeged–Békéscsaba Szeged-Hódmezővásárhely tram-train  |
| 27 | Kisteleki utca                           | 14 | 2 78, 78A, 90, 90F, 90H |
| 28 | Rókusi víztorony                         | 13 | 2 5 78, 78A, 90, 90F, 90H |
| 29 | Rókusi II. számú Általános Iskola        | 12 | 2 5 78, 78A, 90, 90F, 90H |
| 30 | Vértó                                    | 10 | 2 5, 9 78, 90, 90F, 90H |
| 32 | Makkosházi körút (Rókusi körút)          | 9  | 2 5, 8, 9, 19 84, 90, 90F, 90H |
| 33 | Ipoly sor                                | 8  | 84 |
| 34 | Makkosház                                | 6  | 8, 19 84 |
| 36 | Gát utca                                 | 5  | 8, 19 |
| 37 | Ortutay utca                             | 4  | 8, 19 84, 90, 90F, 90H |
| 39 | Agyagos utca                             | 3  | 84, 90, 90F, 90H |
| 40 | József Attila sugárút (Budapesti körút)  | 1  | 3, 3F, 4 77, 77A, 77Y, 84, 90, 90F, 90H                                                                                                 |
| 41 | Tarján, Víztorony tér végállomás         | 0  | 10, 19 77, 77A, 84, 90, 90F, 90H |